# Caupolicán il Giovane
Caupolicán il Giovane (... – 1559) è stato un militare nativo americano, che secondo Juan Ignacio Molina era il figlio del toqui dei Mapuche Caupolicán, e a sua volta gli succedette.

## Biografia
Divenne toqui in seguito alla cattura ed all'esecuzione del padre avvenuta nel 1558. Proseguì la prima rivolta Mapuche nei confronti dei conquistadores spagnoli, guidando l'esercito Mapuche nella costruzione di un pucara a Quiapo per impedire a García Hurtado de Mendoza di ricostruire un forte ad Arauco completando la catena di forti che avrebbero sedato la ribellione. Durante la battaglia di Quiapo i Mapuche subirono una dura sconfitta, e Caupolicán il Giovane morì sul campo. Il suo successore fu Illangulién.
Secondo lo storico Diego de Rosales, a guidare i Mapuche a Quiapo fu Lemucaguin